# 塚本昭次
塚本 昭次（つかもと しょうじ、1936年（昭和11年）10月13日 - ）は、日本の政治家。元群馬県藤岡市長（2期）。旭日双光章受章。

## 来歴
群馬県出身。群馬県立藤岡高等学校卒業。卒業後は藤岡市役所に入る。その後、塚本建設に入社し、常務、専務、副社長となる。
1990年藤岡市長選挙に立候補するが、現職の吉野益に59票差で敗れる。1994年の市長選挙で初当選。1998年に再選。2002年の市長選挙では福田康夫の秘書官だった新井利明に敗れた。
2019年春の叙勲で旭日双光章を受章。